# Федутенко, Надежда Никифоровна
Надежда Никифоровна Федутенко (1915 — 1978, Киев, Украинская ССР, СССР) — участница Великой Отечественной войны, командир авиационной эскадрильи 125-го гвардейского бомбардировочного авиационного полка (4-й гвардейской бомбардировочной авиационной дивизии, 1-го гвардейского бомбардировочного авиационного корпуса, с 26 декабря 1944 года 5-го гвардейского бомбардировочного авиационного корпуса, 3-й воздушной армии, 1-го Прибалтийского фронта), гвардии майор. Герой Советского Союза (1945).

## Биография
Родилась 30 сентября 1915 года в селе Ракитное, ныне посёлок городского типа Белгородской области, в крестьянской семье. Русская.
Окончила семь классов неполной средней школы, школу фабрично-заводского ученичества, в 1935 году — школу Гражданского воздушного флота в городе Тамбове. Работала в Гражданском воздушном флоте СССР. Член ВКП(б) с 1940 года.
В Красной Армии с 1941 года. На фронтах Великой Отечественной войны с июня 1941 года. В 1942 году окончила курсы лётной подготовки при Энгельсской военной авиационной школе пилотов. Воевала на Юго-Западном, 1-м Прибалтийском фронтах.
С января 1943 года на Донском фронте. С 24 апреля 1943 года командир эскадрильи 587-го бомбардировочного авиационного полка 223-й бомбардировочной авиационной дивизии, 2-го бомбардировочного авиационного корпуса на Северо-Кавказском фронте.
26 мая 1943 года она получила задачу разгромить артиллерийские и миномётные позиции противника в районе станицы Киевской.
«Наша группа была встречена сильным огнём зенитной артиллерии противника. Несмотря на мощный заслон заградительного огня, самолёты упорно шли к цели. Вдруг „Петляков“ резко тряхнуло. Он опустил нос и начал переходить в пикирование. Но Надя быстро восстановила его на прежней высоте. Штурман взглянула на неё и увидела, что из-под шлема по её лицу струйкой течёт кровь… „Ранена в голову!“ — мелькнула тревожная мысль. До цели оставались считанные секунды полёта. Видя беспокойство штурмана, Надя сказала: „Ничего, потерплю! Целься точнее!“ Вот сброшены бомбы, на земле возникли пожары, замолчала вражеская батарея. Превозмогая боль, Федутенко строго выдержала боевой курс. В этом полёте она была заместителем ведущего группы и, несмотря на ранение, продолжала держаться в строю, готовая каждую минуту заменить ведущего. Хладнокровно и уверенно посадила она самолёт, доложила о выполнении задания, и только после этого её увезли в госпиталь».
За точный и эффективный удар, который обеспечил наступление нашей пехоты, группа ещё в воздухе услышала благодарность командующего наземной армией.
Приказом № 22/н от 4 июня 1943 года по 2-му бомбардировочному корпусу (2 бак) награждена орденом Отечественной войны I степени.
7 июля 1943 года награждена медалью «За оборону Сталинграда». С 10 июля 1943 года на Западном фронте.
2 сентября 1943 года Н. Н. Федутенко выполняла боевое задание в составе большой группы самолётов, обеспечивающей прорыв укреплённой полосы противника в районе города Ельни. Над целью группа была обстреляна сильным огнём зенитной артиллерии и атакована истребителями противника. Зенитным огнём был сбит ведущий колонны. Став на его место, Н. Н. Федутенко вывела всю группу — 54 самолёта — точно на цель.
Приказом по ВВС № 49 от 5 сентября 1943 года капитан Федутенко награждена орденом Красного Знамени за 11 боевых вылета с момента выхода из госпиталя и выполнение ответственного боевого задания.
Она первой в полку превысила расчётные возможности самолёта, увеличив его бомбовую нагрузку до 1200 килограммов. Летом 1944 года начались бои в районе Орши, Витебска и Борисова. Это были напряжённые дни, когда Федутенко вылетала на задания по 2-3 раза.
Приказом по ВС 1-й ВА № 32/н от 10 июля 1944 года гвардии капитан Федутенко награждена вторым орденом Красного Знамени за 33 боевых вылета и уничтожение полотна железной дороги на участке Орша-Смоленск, а также миномётных и артиллерийских батарей противника в районе посёлка Центральный.
К декабрю 1944 года командир авиационной эскадрильи 125-го гвардейского бомбардировочного авиационного полка (4-я гвардейская бомбардировочная авиационная дивизия, 1-й гвардейский бомбардировочный авиационный корпус, 3-я воздушная армия, 1-й Прибалтийский фронт) гвардии майор Н. Н. Федутенко выполнила 56 боевых вылетов на самолёте «Пе-2» на бомбардировку скоплений живой силы и техники противника, нанеся ему значительные потери.
С 8 февраля 1945 года на 2-м Прибалтийском фронте. 14 марта 1945 года была представлена командиром 125-го ГБАП гвардии подполковником Марковым к званию Героя Советского Союза.
Фрагмент из представления на звание Героя:

«На самолёте Р-5 эвакуировала из окружения около 150 бойцов и командиров. Выполнила 56 боевых вылетов на самолёте Пе-2. Сбросила 50,4 т бомб. 15 декабря 1944 года в качестве ведущей эскадрильи в составе девяти Пе-2 нанесла бомбардировочный удар по порту Либава. Лично сама и в составе групп нанесла противнику значительные потери в живой силе и боевой технике. Взорвала 3 склада с боеприпасами, 3 железнодорожных эшелона, уничтожила 5 пулемётных точек, до 30 машин и 12 танков».

Если позволяли условия, Надежда Федутенко совершала посадку, чтобы забрать раненых, получить важные разведданные:
К концу войны гвардии майор Н. Н. Федутенко совершила 220 успешных боевых вылетов. 18 августа 1945 года за мужество и воинскую доблесть, проявленные в боях с врагами, удостоена звания Героя Советского Союза.
С 1946 года гвардии майор Н. Н. Федутенко — в запасе. До 1954 года находилась на партийной работе в городах Хабаровск и Иркутск. Затем жила в Киеве.
Умерла 30 января 1978 года, похоронена в Киеве на Байковом кладбище.

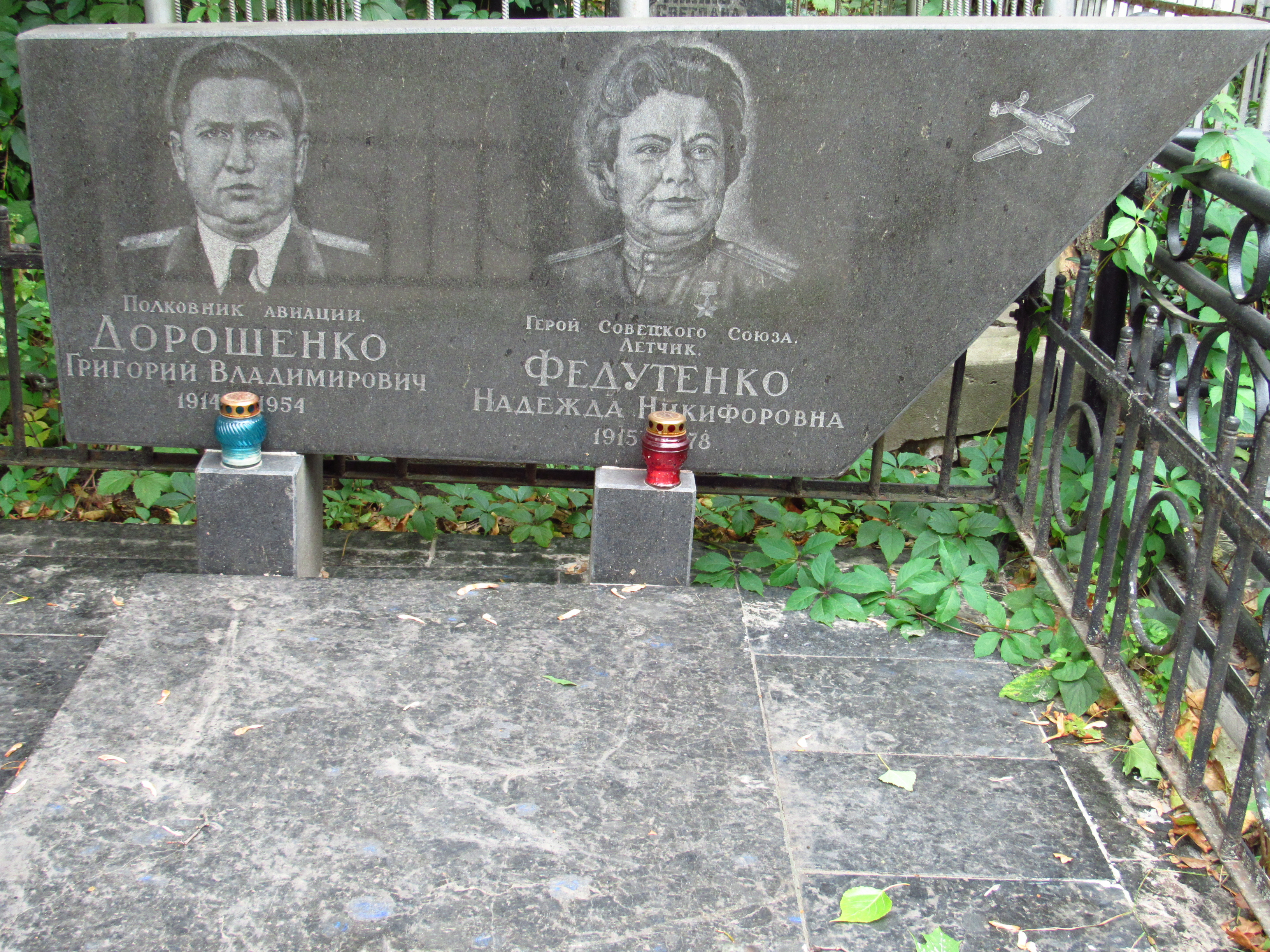
Могила Н.Н. Федутенко

## Награды
- Указом Президиума Верховного Совета СССР от 18 августа 1945 года за успешное командование эскадрильей, образцовое выполнение боевых заданий командования и проявленные мужество и героизм в боях с немецко-фашистскими захватчиками гвардии майору Надежде Никифоровне Федутенко присвоено звание Героя Советского Союза с вручением ордена Ленина и медали «Золотая Звезда» (№ 7930).
- Также награждена двумя орденами Красного Знамени, двумя орденами Отечественной войны 1-й степени и медалями: «За боевые заслуги», «За оборону Сталинграда», «За оборону Кавказа», «За взятие Кёнигсберга», «За победу над Германией».

## Память
- Имя Героини носила бригада на трубном заводе города Волжский Волгоградской области.
- В Киеве на доме, в котором жила Н. Н. Федутенко, установлена мемориальная доска.
- Бюст Федутенко установлен в Аллее Героев в посёлке Ракитное, её имя носит школа № 3 и названа улица в посёлке.
- В 2003 году в Ракитном установлена стела с барельефом Н. Н. Федутенко.